# Johann Wetzel (Theologe)
Johann Wetzel (* 24. Juni 1570 in Mögeln; † 19. Juni 1641) war ein deutscher lutherischer Theologe und Generalsuperintendent der Generaldiözese Lüneburg-Celle.

## Leben
Wetzel absolvierte das Studium der Theologie, das er als Magister abschloss. Er war Pastor in Sandersdorf, wurde 1610 als Pastor an die Michaeliskirche in Lüneburg berufen und 1621 erster Pastor an der Stadtkirche St. Marien in Celle sowie Generalsuperintendent der Generaldiözese Lüneburg-Celle.

## Werke (Auswahl)
- Eine Christliche Predigt / Von den heutiges Tages außgegebenen Gesichten vnd Offenbarungen / Was darauff zu halten vnd wie sie zu prüfen / Gehalten in der Pfarkirchen zu Zell / Am Sontag Invocavit. Dabey zu Ende hinzu gesetzet ist Ein kurtz Schrifftmessig Bedencken / Was insonderheit von Hermans von der Hude hiebevor gedruckten Offenbarungen zu halten … Celle 1633.